# 上皮夏内
50°58′23″N 34°45′45″E / 50.97306°N 34.76250°E
上皮夏內（烏克蘭語：Верхнє Піщане）是位於烏克蘭東北部的村莊，由蘇梅州蘇梅區的蘇梅市鎮負責管轄。該村距離蘇梅2公里，2001年人口812，該村落其中94.7%居民是烏克蘭人。